# Dircaea australis
Dircaea australis is een keversoort uit de familie zwamspartelkevers (Melandryidae). De wetenschappelijke naam van de soort werd in 1856 gepubliceerd door Léon Marc Herminie Fairmaire.